# Claes Ramel
Claes Otto Malte Oveson Ramel, född 7 juli 1925 i Engelbrekts församling i Stockholm, död 20 februari 2013 på Lidingö, var en svensk friherre och genetiker. Han var son till Ove Ramel.
Ramel var professor i toxikologisk genetik vid  Stockholms universitet. Han invaldes 1987 som ledamot av Kungliga Vetenskapsakademin. Ramel är begravd på Lidingö kyrkogård.